# Vittaria rigida
Vittaria rigida är en kantbräkenväxtart som beskrevs av Georg Friedrich Kaulfuss. Vittaria rigida ingår i släktet Vittaria och familjen Pteridaceae. Utöver nominatformen finns också underarten V. r. samoensis.